# Torre del Marzocco
La Torre del Marzocco és una torre de guaita del segle xv situada al port de Liorna (Itàlia). Deu el seu nom a la presència del marzocco, el lleó rampant símbol de la República de Florència; el lleó, representat en un penell de bronze col·locat a la part superior de la cúspide, es va perdre al mar durant el segle xviii, quan va ser colpejat per un llamp.

## Història

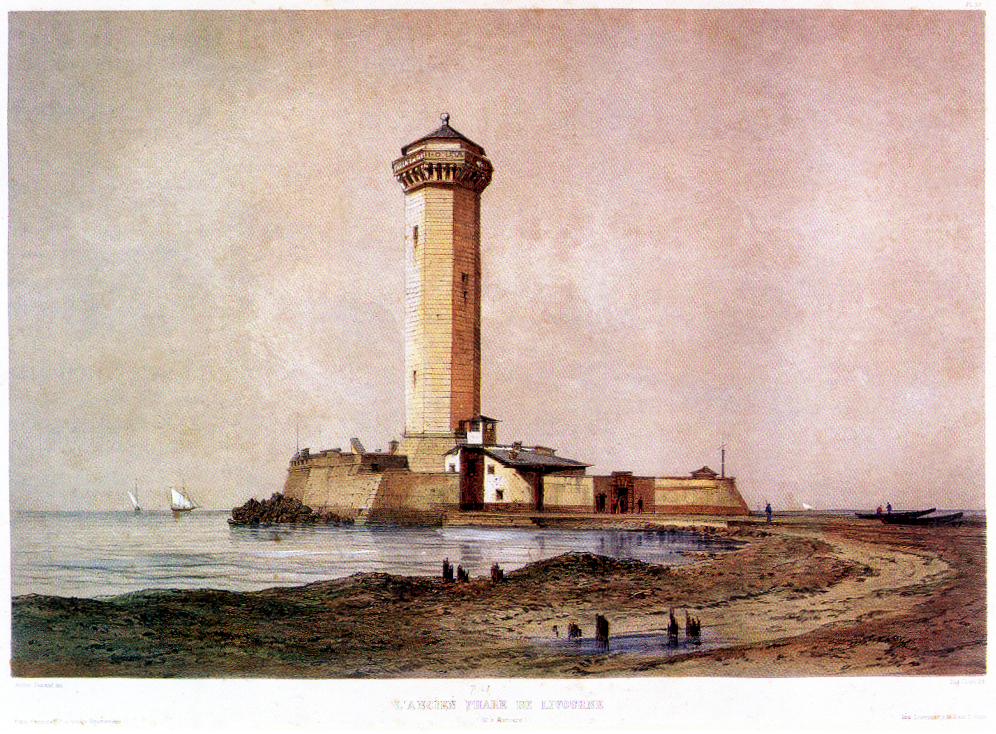
La torre del Marzocco el segle XIX

A l'època medieval, la zona de Marzocco formava part de Porto Pisano, el port de la República de Pisa, actiu des de l'època romana. Amb la decadència de Pisa i amb ella el seu port, l'any 1421 la República de Florència va obtenir el control total del castell de Liorna, el petit poble situat en una cala al sud de Porto Pisano.
La Torre del Marzocco representa la primera gran obra realitzada pel govern florentí a Liorna i va ser construïda sobre les ruïnes de la Vermiglia; alguns autors testimonien la seva construcció cap a mitjans del segle xv, mentre que per d'altres es va construir a partir de 1423 sobre les ruïnes d'una torre pisana. La torre va ser restaurada després de 1737 i a les primeres dècades del segle xx i ha quedat incorporada a les estructures que es van anar fent al port de Liorna.
Encara més incert és el nom del dissenyador: en el passat va defensar-se el nom de Filippo Brunelleschi, però fins i tot l'atribució més habitual a Lorenzo Ghiberti s'ha qüestionat. Posteriorment va suggerir-se la hipòtesi que el disseny de la torre podria ser obra de Leon Battista Alberti, un dels més grans arquitectes del Renaixement, que podria haver treballat a la torre de Liorna entre 1457 i 1464.

## Descripció

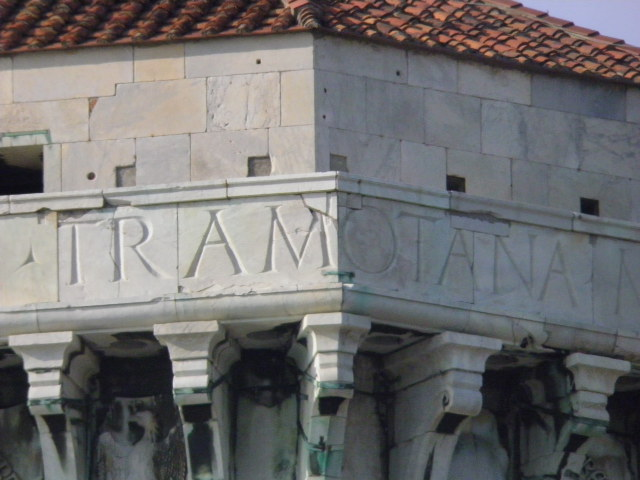
Costat orientat a la Tramuntana

La torre és de planta octogonal, té 54 metres d'alçada i està completament recoberta de marbre. Té cada cara del octògon perfectament orientada a les diferents direccions dels vents i cada costat té el nom del vent corresponent gravat en el marbre.